# Piotr Michalski
Piotr Michalski (Sanok, 27 juli 1994) is een Pools langebaanschaatser. Hij is gespecialiseerd in de korte schaatsafstanden.
Michalski nam in 2013 en 2014 deel aan de Wereldkampioenschappen schaatsen junioren en in 2015 aan de wereldbekerwedstrijden, de Wereldkampioenschappen schaatsen sprint en de Wereldkampioenschappen schaatsen afstanden. Op 9 januari 2022 werd hij Europees kampioen op de 500 meter door Merijn Scheperkamp te verslaan met één honderdste verschil.

## Privé
Piotr Michalski is verloofd met de Poolse shorttrackster Natalia Maliszewska.

## Persoonlijke records
| Afstand    | Tijd    | Datum            | Baan       |
| ---------- | ------- | ---------------- | ---------- |
| 500 meter  | 34,18   | 10 december 2021 | Calgary    |
| 1000 meter | 1.07,13 | 12 december 2021 | Calgary    |
| 1500 meter | 1.50,85 | 13 oktober 2024  | Inzell     |
| 3000 meter | 4.07,17 | 16 maart 2012    | Heerenveen |
| 5000 meter | 7.15,25 | 16 december 2012 | Zakopane   |

## Resultaten
| Jaar | EK Sprint             | EK Afstanden                     | WK Sprint                | WK Afstanden                     | Olympische Spelen  | Wereldbeker        | WK Junioren                                    |
| ---- | --------------------- | -------------------------------- | ------------------------ | -------------------------------- | ------------------ | ------------------ | ---------------------------------------------- |
| 2013 |                       |                                  |                          |                                  |                    |                    | 10e 500m 12e 1000m 19e 1500m 12e achtervolging |
| 2014 |                       |                                  |                          |                                  |                    |                    | 5e 500m 7e 1000m                               |
| 2015 |                       |                                  | 18e (23e, 18e, 18e, 15e) | 16e 1000m                        |                    | 43e 500m 23e 1000m |                                                |
| 2016 |                       |                                  | 8e (7e, 11e, 7e, 9e)     | 18e 500m 22e 1000m               |                    | 32e 500m 18e 1000m |                                                |
| 2017 | 8e (8e, 7e, 9e, 9e)   |                                  | 15e (17e, 17e, 16e, 12e) |                                  |                    | 36e 500m 36e 1000m |                                                |
| 2018 |                       | 11e 500m 12e 1000m               | 7e (7e, 8e, 9e, 7e)      |                                  | 33e 500m 31e 1000m | 32e 500m 27e 1000m |                                                |
| 2019 | 6e (7e, 10e, 9e, 9e)  |                                  | 16e (16e, 21e, 13e, 16e) | 18e 500m 20e 1000m 5e teamsprint |                    | 30e 500m 16e 1000m |                                                |
| 2020 |                       | 13e 500m 19e 1000m               |                          | 21e 500m                         |                    | 24e 500m 55e 1000m |                                                |
| 2021 | 7e (8e, 11e, 10e, 8e) |                                  |                          | 16e 500m 9e 1000m                |                    | 10e 500m 24e 1000m |                                                |
| 2022 |                       | 500m · 6e 1000m · teamsprint     | 6e · (, 11e, , 12e)      |                                  | 5e 500m 4e 1000m   | 4e 500m 25e 1000m  |                                                |
| 2023 | 8e (6e, 12e, 5e, 12e) |                                  |                          | 11e 500m 17e 1000m 4e teamsprint |                    | 15e 500m 18e 1000m |                                                |
| 2024 |                       | 5e 500m · 10e 1000m · teamsprint | 17e (19e, 19e, 11e, 14e) | 16e 500m 12e 1000m 5e teamsprint |                    | 11e 500m 26e 1000m |                                                |
| 2025 | 8e (4e, 7e, 11e, 10e) |                                  |                          | 16e 500m 8e 1000m 5e teamsprint  |                    | 16e 500m 25e 1000m |                                                |